# Joseph Magnus Stäck
Denna artikel handlar om konstnären. För arkitekten se Josef Stäck.

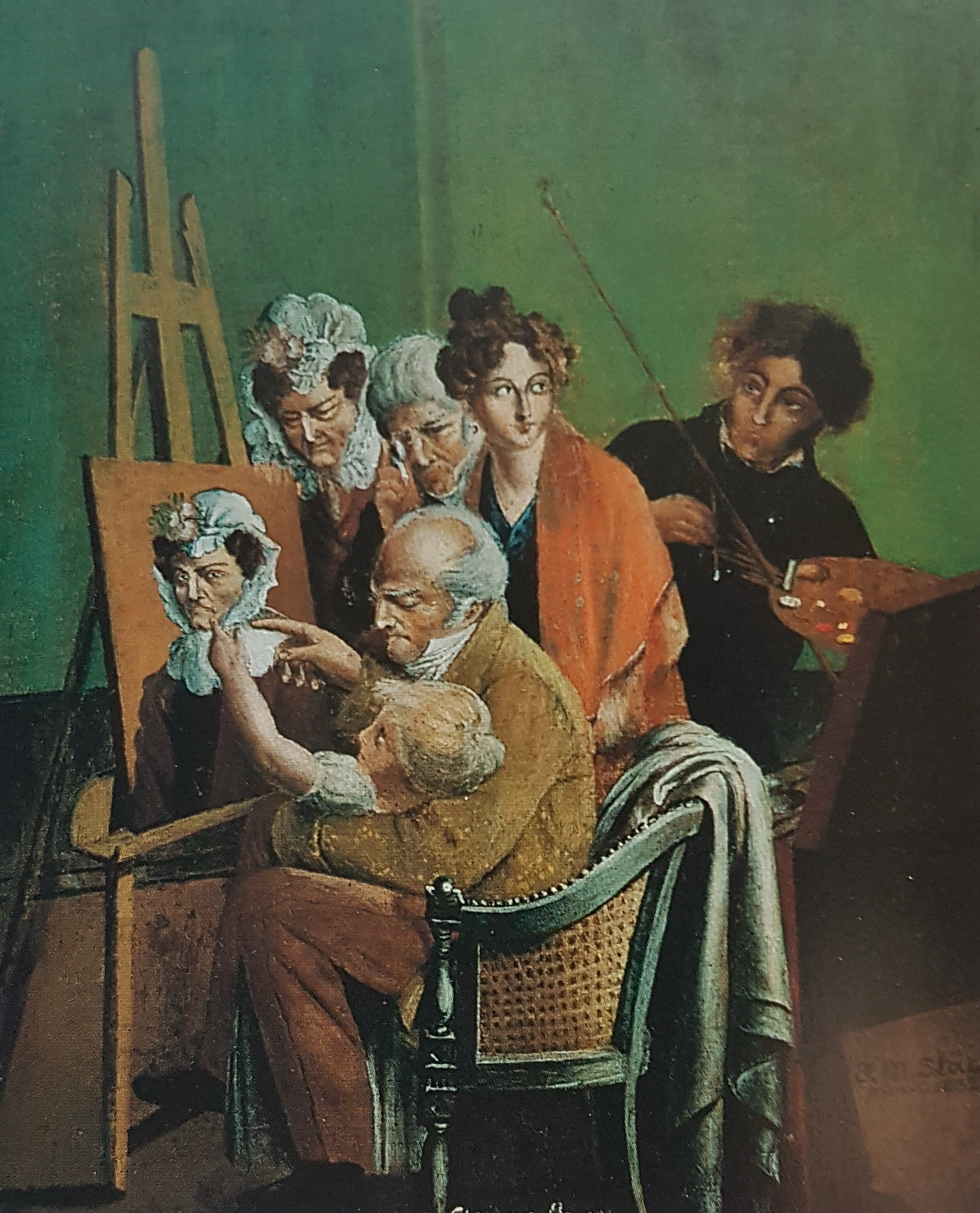
Joseph Magnus Stäck: Målande medlemmar av familjerna Stäck och Gleerup, 1832

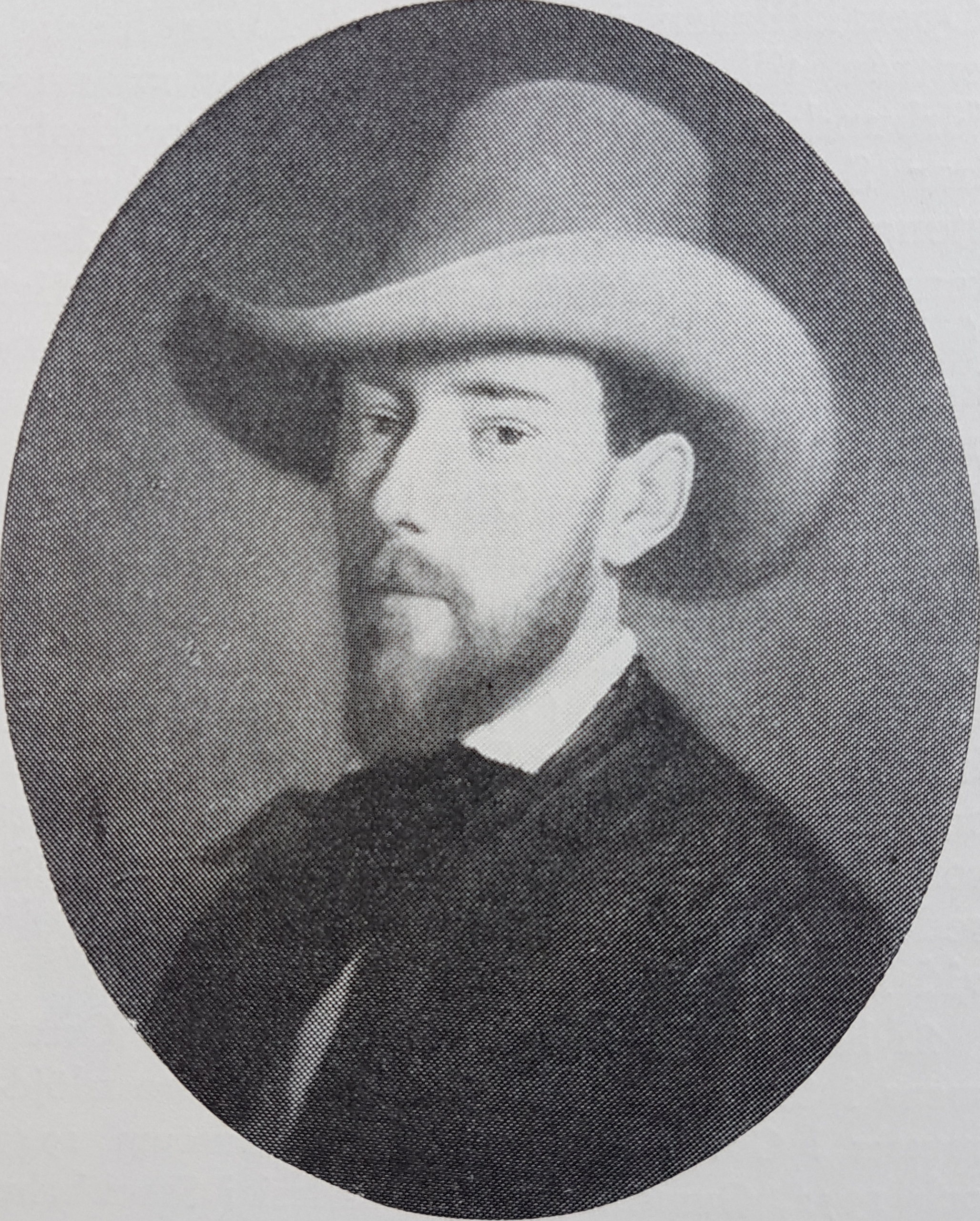
Joseph Magnus Stäck porträtterad av Egron Lundgren (1846).

Joseph Magnus Stäck, född 4 april 1812 i Lund, död 21 februari 1868 i Stockholm, var en svensk konstnär (landskapsmålare) och professor vid Konstakademien. Föräldrar var Greta Maria Kihlgren och "hökaren och perukmakaren" Joseph Stäck. Hans farfar, Balthasar Stecchi (född 1728), var italienare av bolognesisk släkt. Stäck hade fem syskon och var bland annat morbror till Hasse W. Tullberg. Stäck själv var ogift.
| ”                                        | Stäcks alltid lyckliga, nätta och mjuka färgläggning intager på ett mera facilt sätt och med mera oskyldiga medel. Stäck tittar genom nyckelhålet in i poesiens värld, men Palm flyger dit med stora örnvingar och lämnar rika minnen efter sin vistelse där. | „ |
| – Tidningen Svenska biet, september 1844 | |   |

| ”                  | Någon stark personlighet var Stäck för övrigt ej men väl en älskvärd, genomhygglig och anspråkslös man. Både Lundgren och Scholander betona hur "trevlig" Stäck är, Egron [Lundgren] tillägger, att han är "en av de ordentligaste personer jag känner", Scholander undrar över att "en så trevlig och godsint herre" kan ha kommit till världen i en så "otrevlig stad som Lund". | „ |
| – Georg Nordensvan | |   |

## Utbildning och karriär
I Lund gick Stäck latinskolan och blev student 1829. Han valde läkarbanan, men övergick till prästutbildning och hade klarat både examen theologicum och examen pro exercitio, då "målarlusten tog överhand". År 1832 skrevs han in vid Konstakademien i Stockholm. År 1840 utsågs Stäck till agré och  1852 till professor vid Konstakademien.

## Resor
År 1842 fick han resestipendium för fem år, och reste till München, Venedig och Rom (där han stannar i tre år). År 1846 lämnade han Rom för Paris, där han under två år fullbordade sin bildning.
Hans målningar såldes hemma i Stockholm till Sveriges Allmänna Konstförening och privata. Konstakademien var mycket nöjd med verken, Carl Johan Fahlcrantz såg i en av hans månskenstavlor "utmärkt sanning och skönhet", och Per Axel Nyström förespådde honom en "vacker karriär i sin konst", samt intygade att hans dukar väcker uppseende och visar på stora framsteg.
Officiellt skrev akademien att Stäcks utsikter av Tivoli och Neapel vittnar om grundliga studier i en skön natur "samt röja känsla och harmoni i sammansättning och klärobskyr bredvid sanning och noggrannhet i utförandet".

## Verk
Under senare delen av sitt liv är Stäck en av Sveriges mest populära målare. Själv var han inte lika imponerad: Han berättade för en vän att de tavlor, som han arbetade med i början av 1845, "målas och övermålas, bliva ändock skit". Två månader senare yttrade han om samma tavlor: "Måtte jag snart slippa se dem, ty de se djävliga ut!".
- Stockholms ström från Skeppsholmen. 1838. Hänger i Stockholms stadshus.
- Månsken, utställd på Parissalongen 1840-talet.
- Holländskt vinterstycke, utställd på Parissalongen 1840-talet.
- Fiskarbåtar vid månuppgång, utställd på Parissalongen 1840-talet.
- Utmätningen, ett minne av Julaftonen 1840. Nordiska museet.
- Landskap från Tivoli. 1845. Stockholms slott.
- Säfstaholm[förtydliga] vid aftonbelysning. 1853.[8]
- I romerska kampagnan. Oljemålning 1860. Nationalmuseum.
- Italienskt landskap, Nationalmuseum
- Landskapsstycke från Dalarne, Nationalmuseum
- Sjöstycke i månsken, Nationalmuseum
- Stadsport vid Haarlem, Nationalmuseum[9]
- Kaskatellerna vid Tivolis ruiner.
- Vy af Neapel.
- Stadsporten i Boppart Göteborgs konstmuseum[10]
- Kalmar Slott I Månsken Kalmar konstmuseum[11]
- Kalmar Slott Kalmar läns museum[12].
- Italienskt landskap med vattenfall och ruiner Vänersborgs museum[13]
- Segelfartyg vid hamninlopp Lunds universitetsbibliotek[14]
- Vattenfallen vid tivoli (1844), Sjöstycke och Motiv från Holland (1861) Norrköpings konstmuseum[15]
- Stockholms stadsmuseum[16]

## Bildgalleri

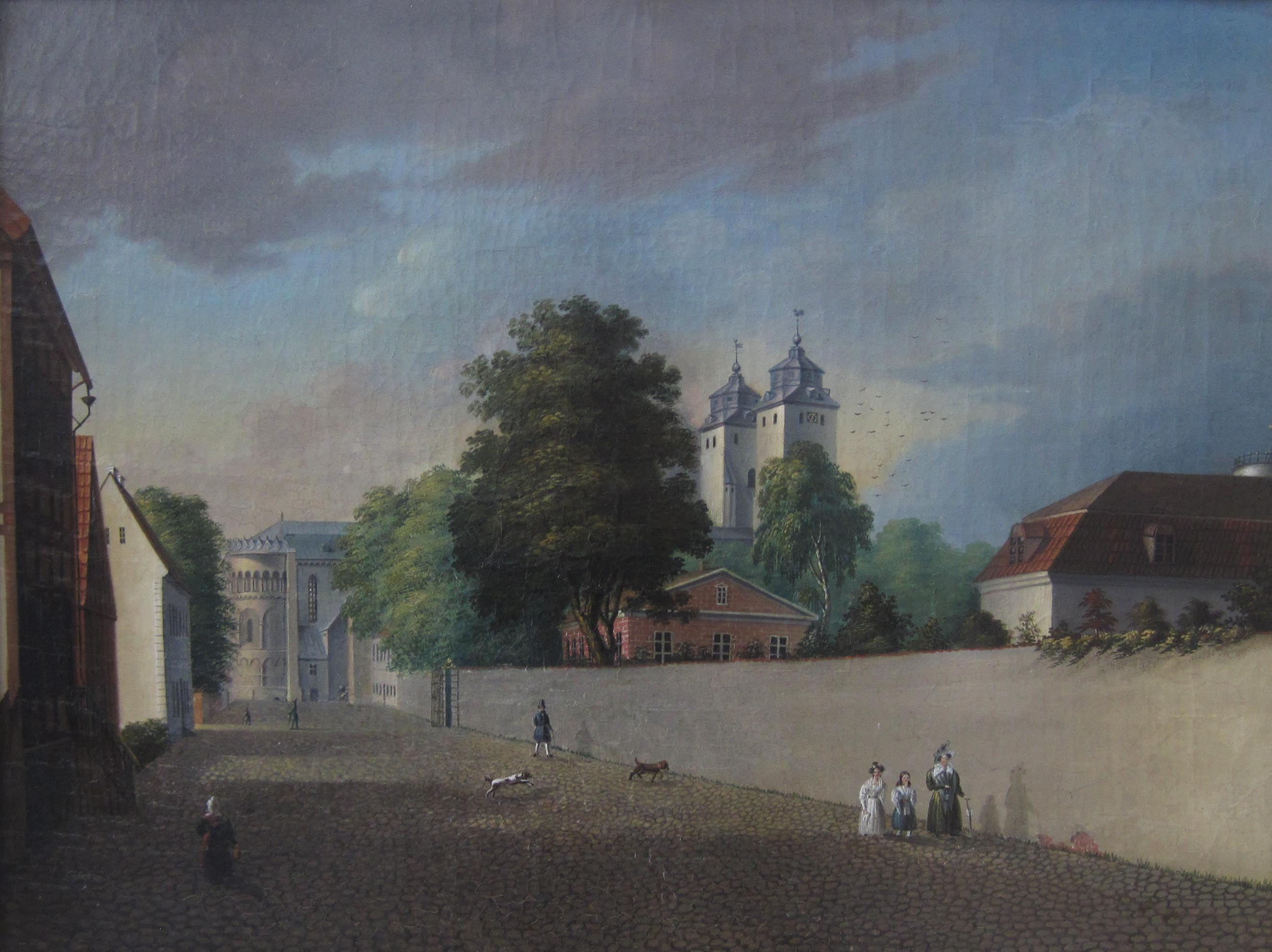
Sandgatan i Lund (1832 eller 1833).
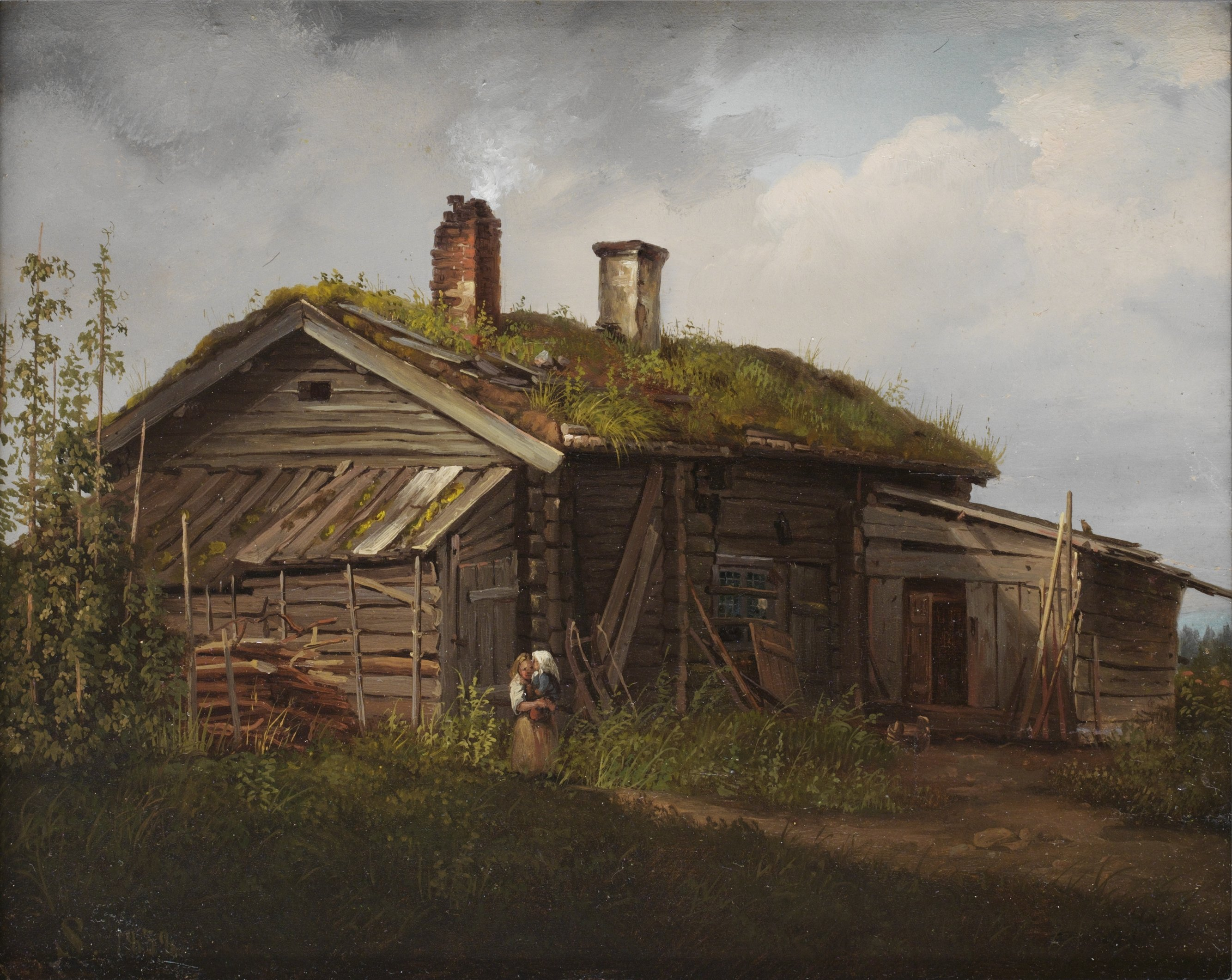
Kvinna med barn utanför en torpstuga, (1838).
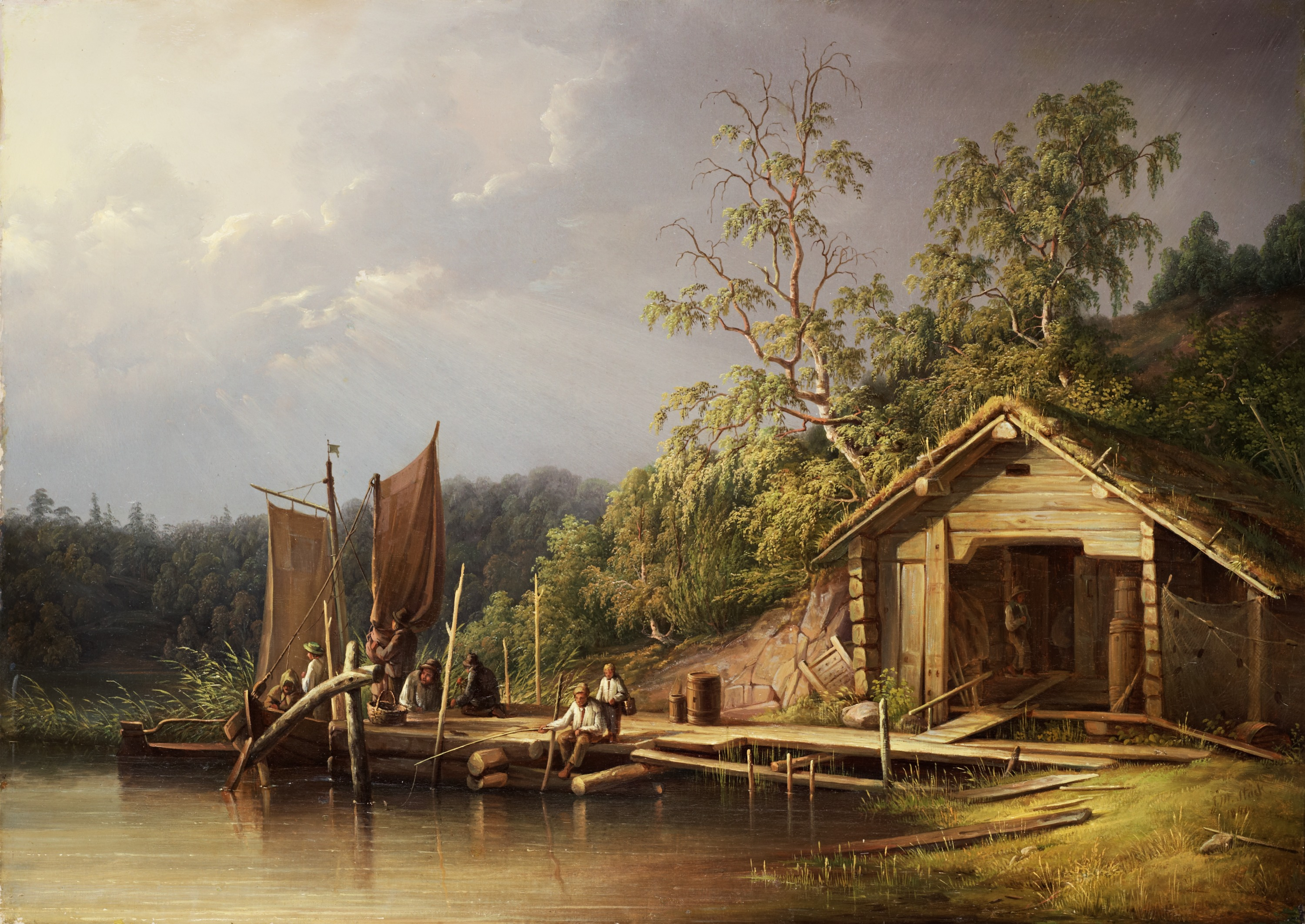
Fiskarstuga i skärgården, (1840).
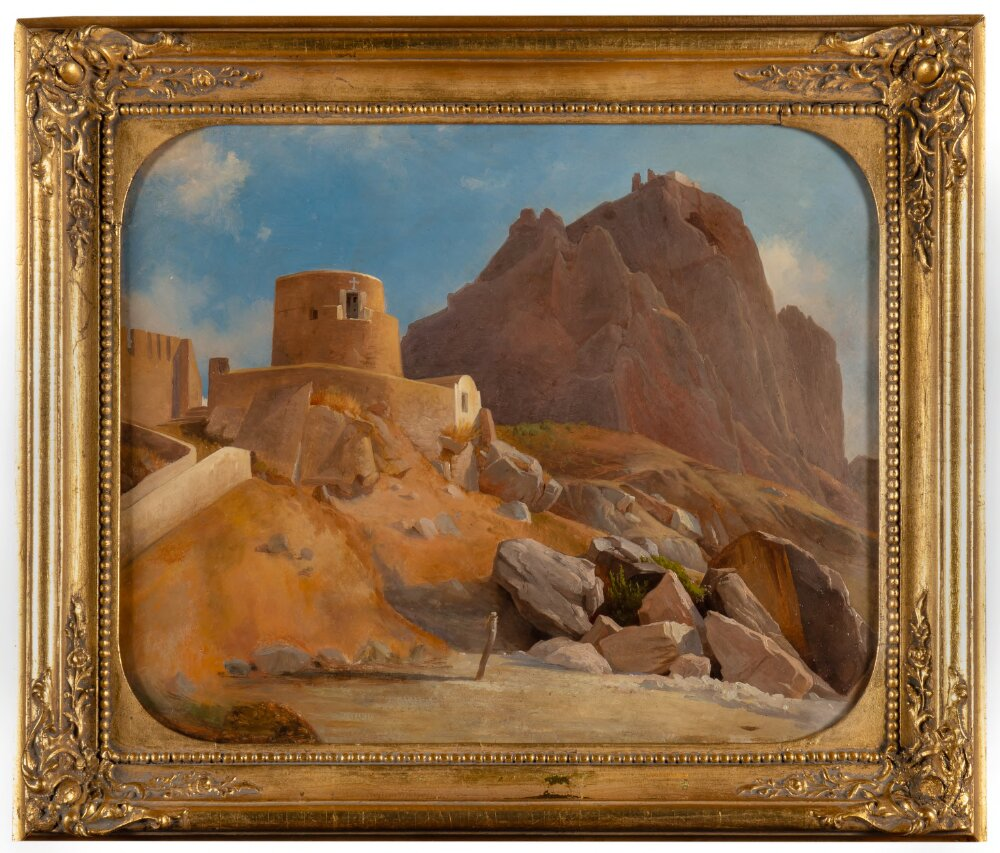
Motiv från Capri, (1840-1849). Nationalmuseum, Stockholm.
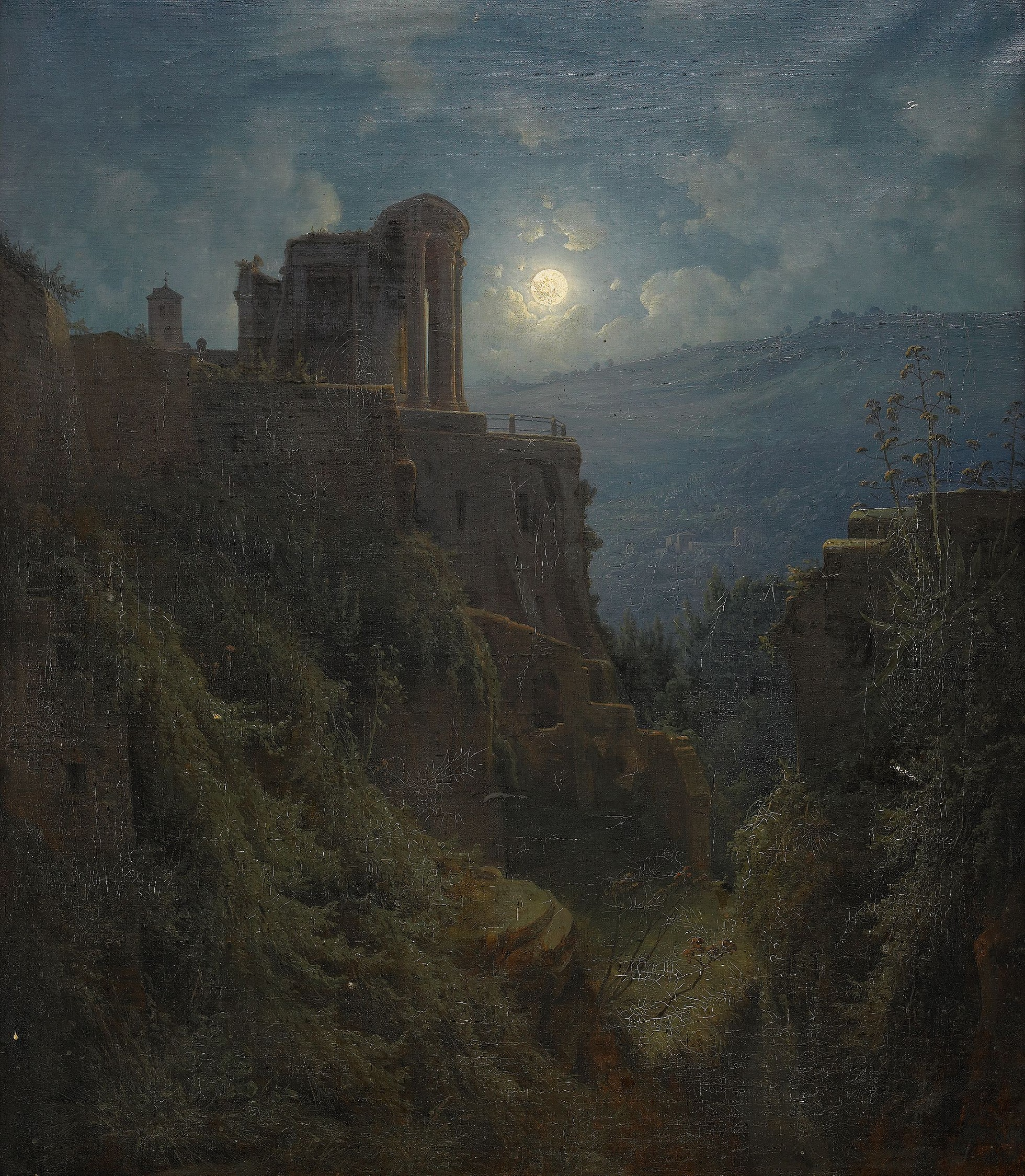
Italienskt ruinlandskap i månsken (1850).
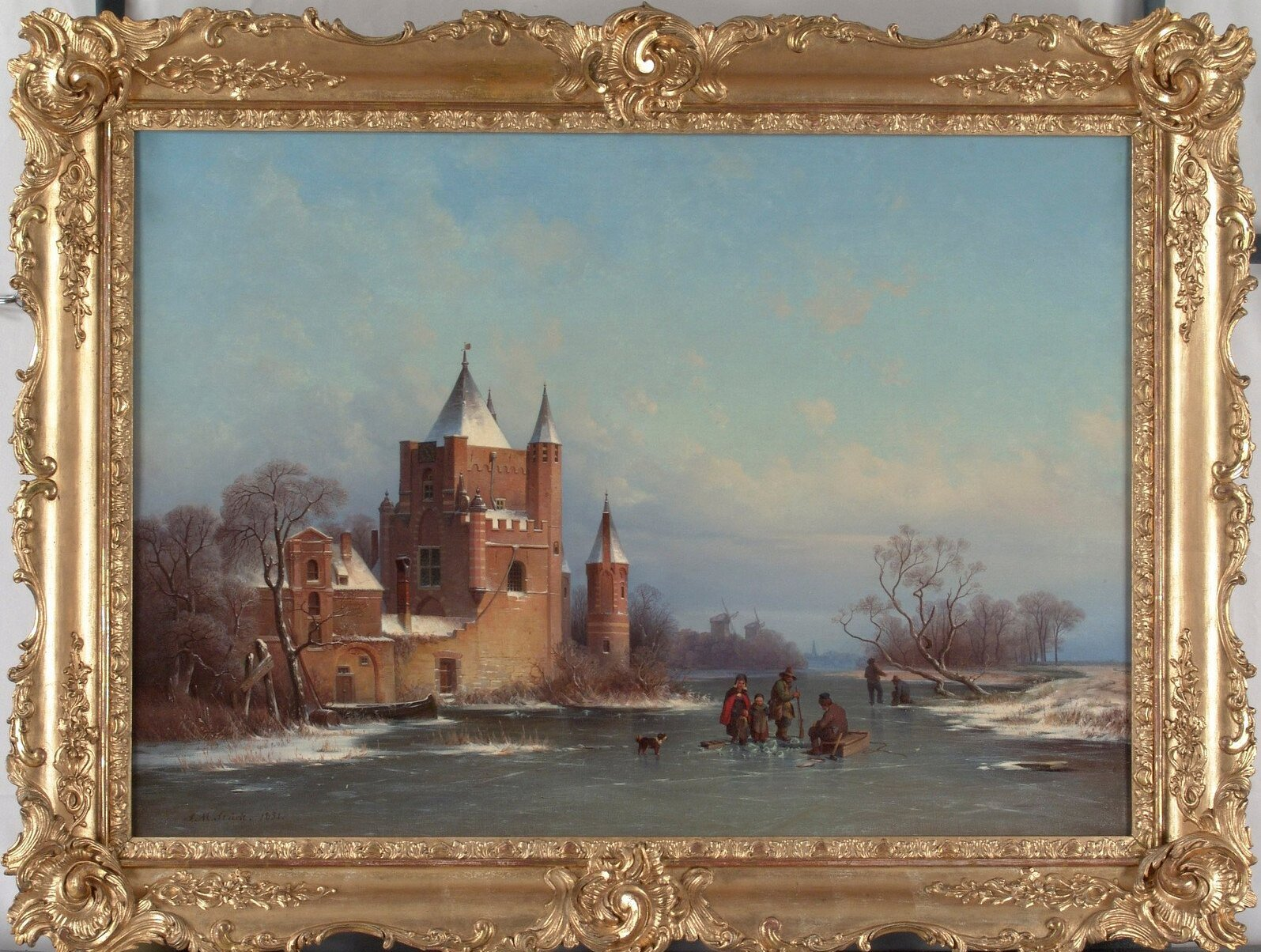
Vinterlandskap från Holland, (1851). Finlands Nationalgalleri, Ateneum, Helsingfors.
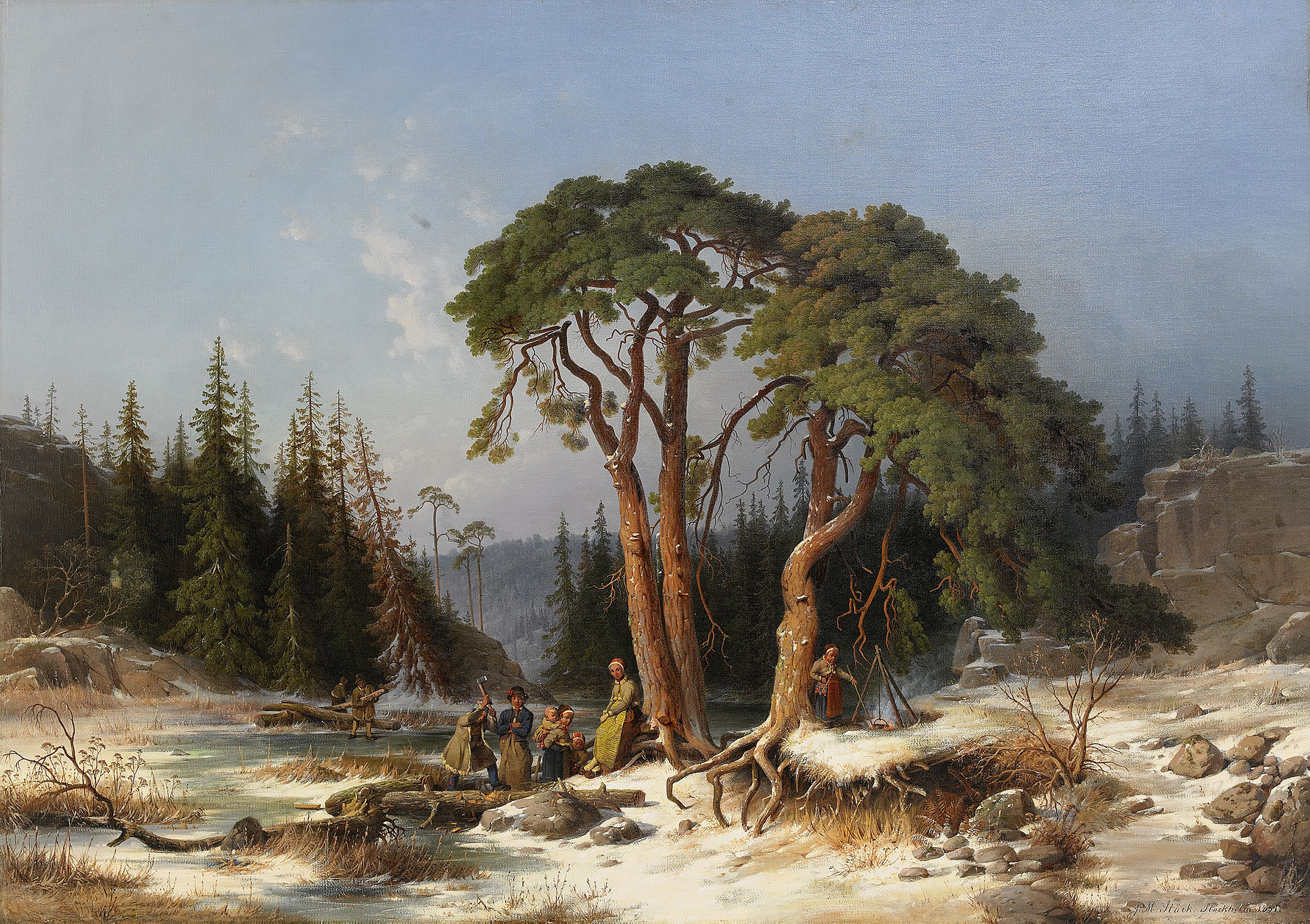
Nordiskt Vinterstycke: granskog med ett tillfruset träsk, (1851).
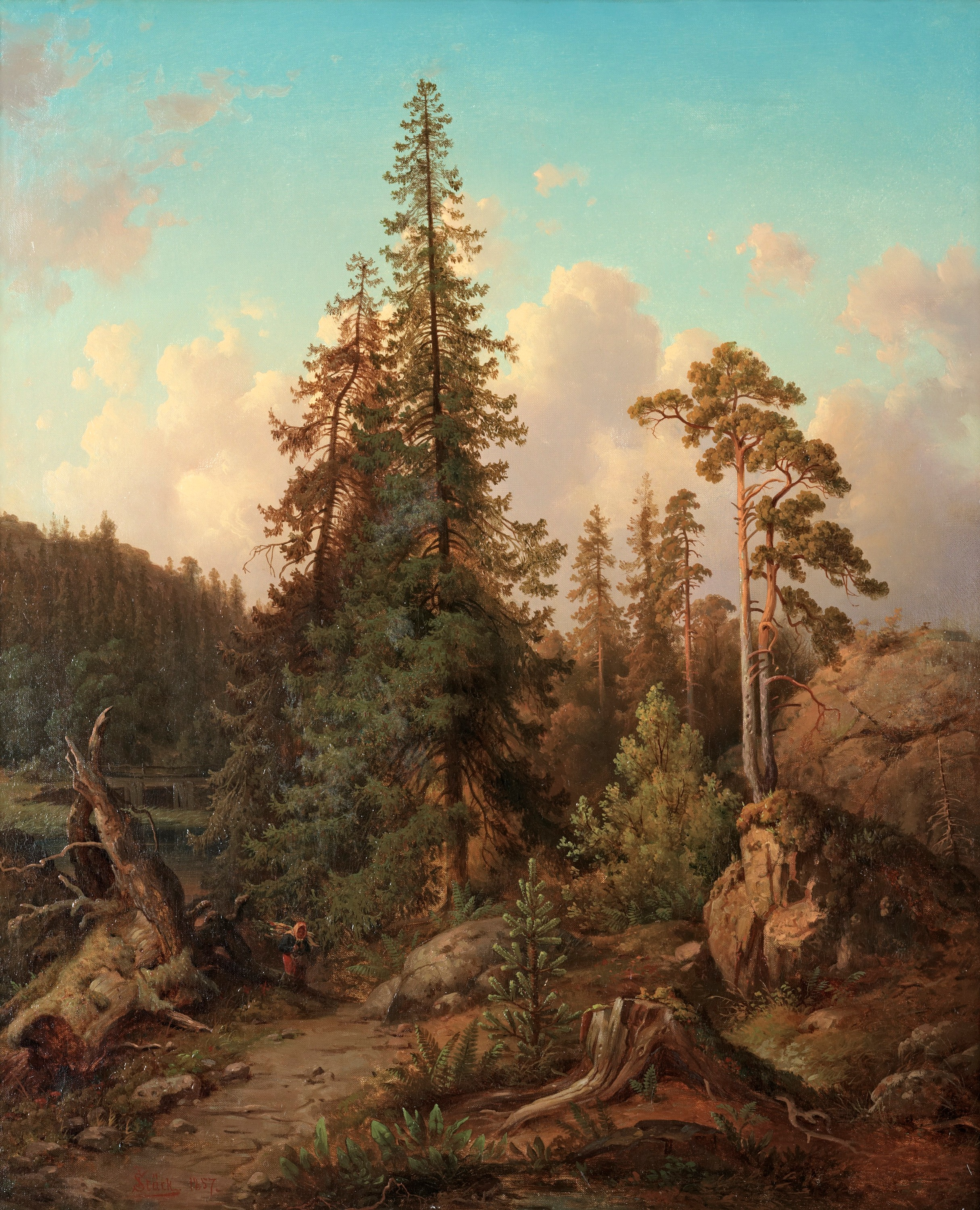
Skogslandskap med vedplockerska, (1857).
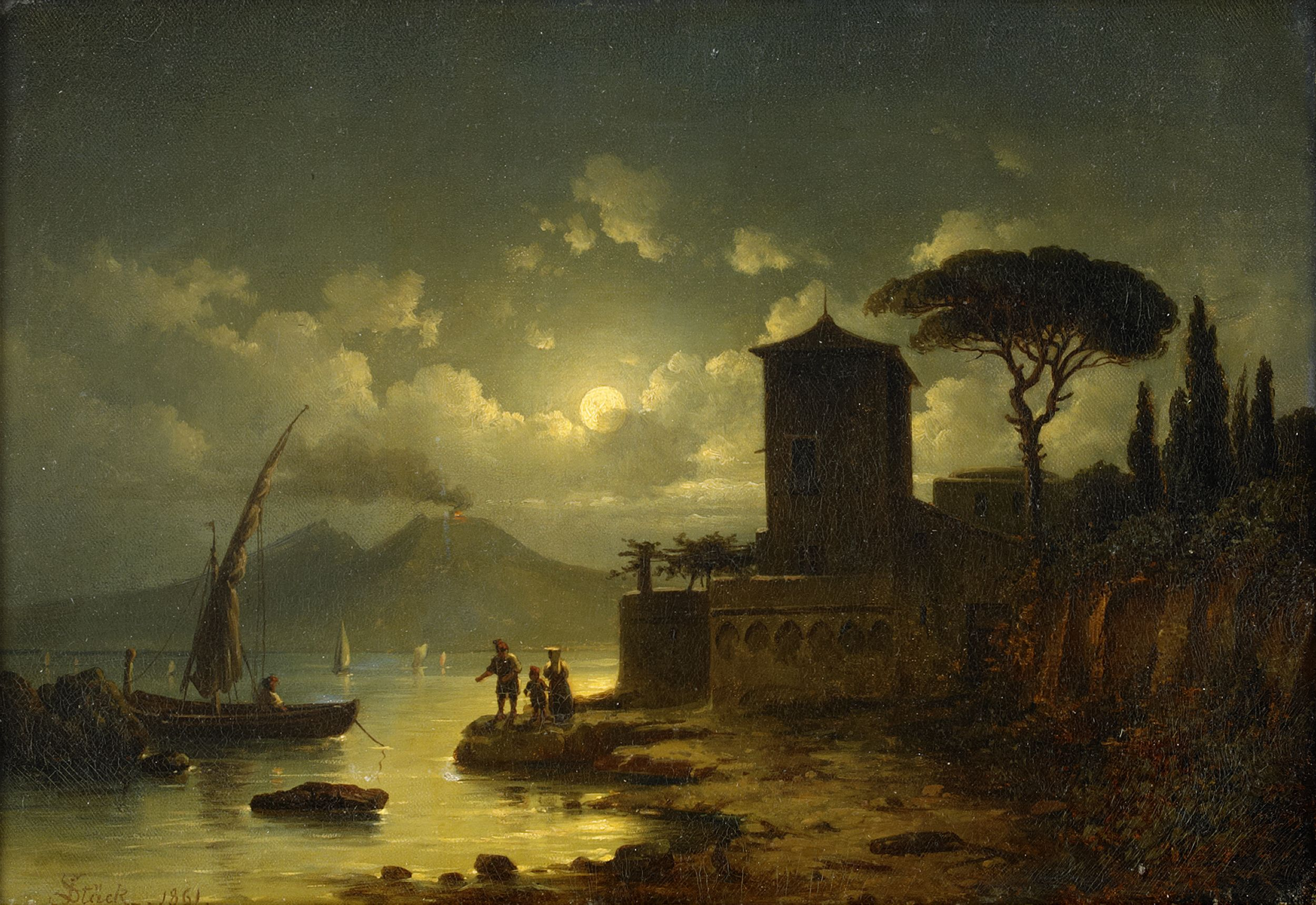
Neapelbukten i månsken, (1861).
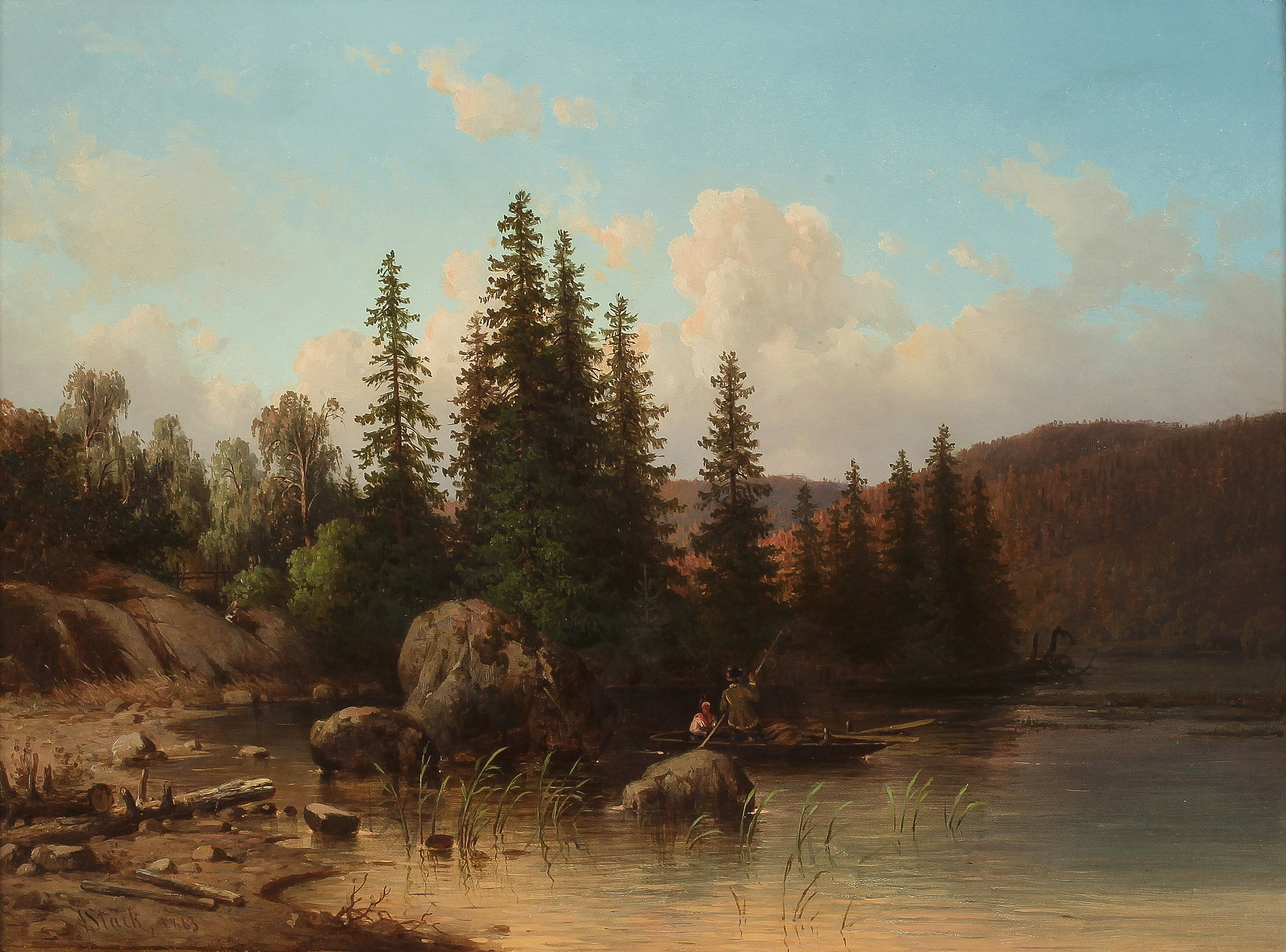
Landskap från Dalarna (Partie i Elfdalen), (1863).